# Parcul Național Gir
Parcul Național Gir (cunoscut și ca Sasan-Gir și गिर वन) cuprinde o zonă de pădure extrem de mare în care trăiesc animale precum maimuțe, lei, tigri, pantere, leoparzi, vulpi etc.